# Сезон ФК «Парма» 2003—04
| ФК «Парма» у сезоні 2003/04 | ФК «Парма» у сезоні 2003/04 |
| --------------------------- | --------------------------- |
| Ліга                        | Серія А                     |
| Місце в лізі                | 5-е                         |
| Раунд у Кубку               | 1/4 фіналу                  |
| Головний тренер             | Чезаре Пранделлі            |
| Президент                   | Калісто Танці               |
| Стадіон                     | Еніо Тардіні                |
| Капітан                     |                             |
| Найбільше матчів у лізі     |                             |
| Найкращий бомбардир у лізі  | Альберто Джилардіно (23)    |

Сезон ФК «Парма» 2003—2004 — сезон футбольного клубу «Парма». Усередині сезону команда стала банкрутом. Попри це, команда довела до кінця сезон. Причиною для банкрутства стали махінації власника команди Калісто Танці, коли він вкрав гроші у своєї ж компанії «Пармалат». Команда змінила назву з A.C. Parma на F.C. Parma, закінчивши сезон на п'ятому місці у таблиці. Влітку 2004 року клуб продав ключових гравців, щоб розрахуватися з боргами.
Цей сезон став останнім у виступах команди в синьо-жовтій формі, що пов'язувало її з концерном «Пармалат».

## Склад
| №            | Футболіст                | Дата народження  | Країна    |
| Воротарі     | Воротарі                 | Воротарі         | Воротарі  |
| ------------ | ------------------------ | ---------------- | --------- |
| 17           | Себастьян Фрей           | 18 березня 1980  | Франція   |
|              | Віченцо Січіньяно        | 8 липня 1974     | Італія    |
|              | Марко Амелія             | 2 квітня 1982    | Італія    |
| Захисники    |                          |                  |           |
|              | Антоніо Бенарріво        | 21 серпня 1968   | Італія    |
| 5            | Даніеле Бонера           | 31 травня 1981   | Італія    |
|              | Алессандро Потенца       | 8 березня 1984   | Італія    |
| 28           | Паоло Каннаваро          | 26 червня 1981   | Італія    |
|              | Маттео Феррарі           | 5 грудня 1979    | Італія    |
|              | Марчелло Кастелліні      | 2 січня 1973     | Італія    |
|              | Габріель Ойола           | 25 вересня 1982  | Аргентина |
| 3            | Джузеппе Кардоне         | 3 лютого 1974    | Італія    |
|              | Сергій Гуренко           | 3 березня 1983   | Білорусь  |
|              | Амедео Маньоне           | 12 липня 1968    | Італія    |
| Півзахисники |                          |                  |           |
|              | Женілсон Анжело де Соуза | 20 червня 1973   | Бразилія  |
| 29           | Ібрагіма Камара          | 1 січня 1985     | Гвінея    |
|              | Сімоне Бароне            | 30 квітня 1978   | Італія    |
|              | Марко Донадель           | 21 квітня 1983   | Італія    |
| 32           | Марко Маркьонні          | 22 липня 1980    | Італія    |
|              | Мануеле Блазі            | 17 серпня 1980   | Італія    |
|              | Алессандро Розіна        | 31 січня 1984    | Італія    |
|              | Емануеле Філіппіні       | 3 липня 1973     | Італія    |
| 23           | Марк Брешіано            | 11 лютого 1980   | Австралія |
| 10           | Доменіко Морфео          | 16 січня 1976    | Італія    |
|              | Яніс Зіку                | 23 жовтня 1983   | Румунія   |
| 6            | Хосе Боланьо             | 28 квітня 1977   | Колумбія  |
|              | Хідетосі Наката          | 22 січня 1977    | Японія    |
| Нападники    |                          |                  |           |
| 11           | Альберто Джилардіно      | 5 липня 1982     | Італія    |
|              | Даніеле Дегано           | 21 вересня 1982  | Італія    |
|              | Адріано Лейте Рібейро    | 17 лютого 1982   | Бразилія  |
|              | Фабріціо Каммарата       | 30 серпня 1975   | Італія    |
|              | Беніто Карбоне           | 14 серпня 1971   | Італія    |
| 27           | Тоніно Соррентіно        | 12 березня 1985  | Італія    |
|              | Гаетано Гріеко           | 7 листопада 1982 | Італія    |

## Матчі
- Болонья-Парма 2-2
- 1-0 Гулі (8)
- 1-1 Адріано (19)
- 2-1 Томас Локателлі (78)
- 2-2 Адріано (87)

- Парма-Перуджа 3-0
- 1-0 Марк Брешіано (26)
- 2-0 Адріано (49 pen)
- 3-0 Альберто Джиральдіно (82)

- Лаціо-Парма 2-3
- 0-1 Марк Брешіано (1)
- 1-1 Яп Стам (33)
- 1-2 Адріано (63)
- 2-2 Сімоне Інзагі (79)
- 2-3 Марк Брешіано (89)

- Парма-Сієна 1-1
- 0-1 Нікола Лазетич (41)
- 1-1 Адріано (79)

- Парма-Сампдорія 1-0
- 1-0 Адріано (19)

- Рома-Парма 2-0
- 1-0 Вальтер Самюель (28)
- 2-0 Антоніо Кассано (60)

- Парма-Модена 3-0
- 1-0 Доменіко Морфео (26)
- 2-0 Адріано (86)
- 3-0 Марко Маркьонні (88)

- Брешія-Парма 2-3
- 1-0 Матузалем (4)
- 1-1 Доменіко Морфео (12)
- 2-1 і Б'яджо (38)
- 2-2 Марко Маркьонні (43)
- 2-3 Альберто Джиральдіно (71)

- Парма-Мілан 0-0

- Емполі-Парма 1-0
- 1-0 Паскуале Фоджа (90 + 1)

- Парма-К'єво 3-1
- 1-0 Доменіко Морфео (52)
- 2-0 Марко Маркьонні (70)
- 2-1 Серджо Пелліссьє (74)
- 3-1 Альберто Джилардіно (81 pen)

- Лечче-Парма 1-2
- 0-1 Альберто Джилардіно (47)
- 1-1 Чевантон (73)
- 1-2 Альберто Джиральдіно (78)

- Ювентус-Парма 4-0
- 1-0 Фабріціо Міколлі (10)
- 2-0 Фабріціо Міколлі (32)
- 3-0 Алессандро дель П'єро (71)
- 4-0 Павел Недвед (77)

- Парма-Реджина 1-2
- 0-1 Давід ді Мікеле (27)
- 1-1 Альберто Джиральдіно (85 pen)
- 1-2 Франческо Коцца (90 + 1)

- Анкона-Парма 0-2
- 0-1 Сімоне Бароне (27)
- 0-2 Сімоне Бароне (64)

- Парма-Інтер 1-0
- 1-0 Емануелле Філіппіні (41)

- Удінезе-Парма 1-1
- 1-0 Маттео Феррарі (23 og)
- 1-1 Адріано (80)

- Парма-Болонья 0-0

- Перуджа-Парма 2-2
- 1-0 Даріо Гюбнер (8)
- 1-1 Альберто Джиральдіно (35)
- 1-2 Доменіко Морфео (38)
- 2-2 Зе Марія (42 pen)

- Парма-Лаціо 0-3
- 0-1 Клаудіо Лопес (40)
- 0-2 Клаудіо Лопес (57)
- 0-3 Бернардо Корраді (65)

- Сьєна-Парма 1-2
- 1-0 Енріко К'єза (43)
- 1-1 Альберто Джилардіно (58)
- 1-2 Марк Брешіано (90 + 1)

- Сампдорія-Парма 1-2
- 0-1 Альберто Джилардіно (59)
- 0-2 Марк Брешіано (74)
- 1-2 Антоніо Флоро Флорес (82)

- Парма-Рома 1-4
- 1-0 Альберто Джиральдіно (30)
- 1-1 Антоно Касано (45)
- 1-2 Емерсон (52)
- 1-3 Франческо Тотті (70)
- 1-4 Манчіні (77)

- Модена-Парма 2-2
- 1-0 Маттео Півотто (42)
- 1-1 Альберто Джилардіно (45 pen)
- 2-1 Мауріціо Доміцці (60)
- 2-2 Маттео Феррарі (87)

- Парма-Брешія 2-2
- 1-0 Беніто Карбоне (5)
- 1-1 Луіджі ді Бьяджо (32)
- 2-1 Марко Манчіні (60)
- 2-2 Роберто Баджо (74)

- Мілан-Парма 3-1
- 1-0 Йон Даль Томассон (33)
- 2-0 Йон Даль Томассон (52)
- 3-0 Шевченко Андрій (65)
- 3-1 Альберто Джиральдіно (82)

- Парма-Емполі 4-0
- 1-0 Сімоне Бароне (37)
- 2-0 Альберто Джиральдіно (60 pen)
- 3-0 Альберто Джиральдіно (63)
- 4-0 Марк Брешіано (79)

- К'єво-Парма 0-2
- 0-1 Marco Marchionni (31)
- 0-2 Alberto Gilardino (72)

- Парма-Лечче 3-1
- 1-0 Benito Carbone (1)
- 2-0 Alberto Gilardino (42)
- 2-1 Javier Chevantón (62)
- 3-1 Alberto Gilardino (83)

- Парма-Ювентус 2-2
- 1-0 Беніто Карбоне (35)
- 1-1 Марко Ді Вайо (78)
- 2-1 Альберто Джиральдіно (81)
- 2-2 Ігор Тудор (90 + 2)

- Реджина-Парма 1-1
- 0-1 Марк Брешіано (9)
- 1-1 Стефано Торрізі (49)

- Парма-Анкона 3-1
- 1-0 Альберто Джиральдіно (9)
- 2-0 Беніто Карбоне (15)
- 3-0 Марк Брешіано (30)
- 3-1 Крістіан Буккі (34)

- Inter-Парма 1-0
- 1-0 Адріано (62)

- Парма-Udinese 4-3
- 0-1 Пер Крелдруп (55)
- 1-1 Альберто Джиральдіно (60)
- 2-1 Альберто Джиральдіно (71)
- 2-2 Мартін Йоргенсен (74)
- 3-2 Альберто Джиральдіно (77)
- 4-2 Альберто Джиральдіно (85)
- 4-3 Марек Янкуловський (90 + 1)